# Lampranthus sublaxus
Lampranthus sublaxus är en isörtsväxtart som beskrevs av L. Bol. Lampranthus sublaxus ingår i släktet Lampranthus och familjen isörtsväxter. Inga underarter finns listade i Catalogue of Life.